# Domesmont

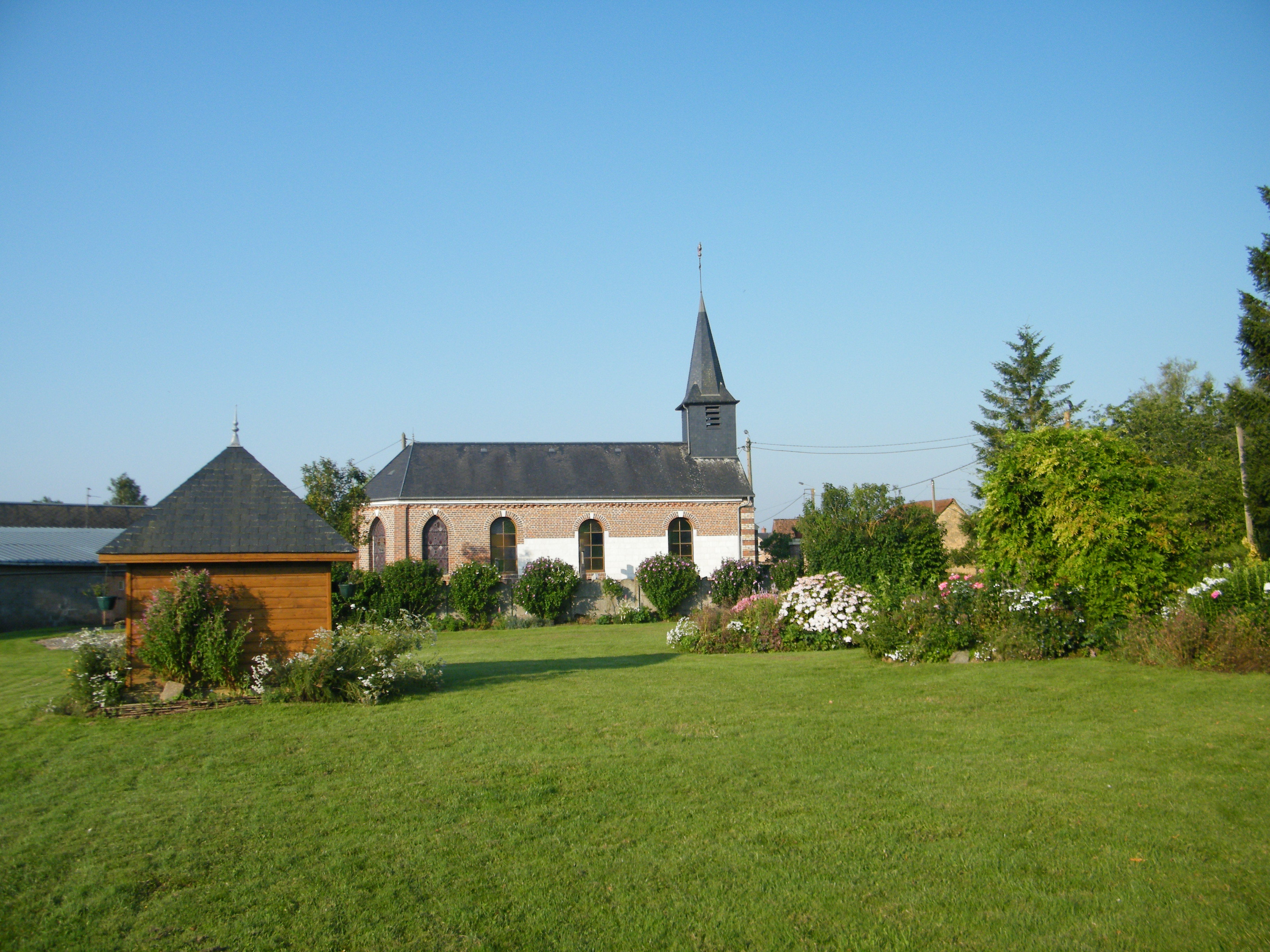
Le village.

Domesmont est une commune française située dans le département de la Somme en région Hauts-de-France.

## Géographie

### Localisation
Domesmont est un village picard du Ponthieu.
Limitrophe de Bernaville,  le village est situé à 5 km au nord de Domart-en-Ponthieu, 14 km au sud-ouest de Doullens, 22 km à l'est d'Abbeville, 27 km au nord-ouest d'Amiens et à 49 km au sud-ouest d'Arras à vol d'oiseau.
Le territoire de la commune est limitrophe de ceux de quatre communes.
Les communes limitrophes sont  Bernaville, Lanches-Saint-Hilaire, Ribeaucourt et Épécamps.

### Géologie et relief
La commune se trouve sur un plateau assez élevé, au socle crayeux, d'altitude moyenne de 150 mètres. Tout en étant absorbant, le sol retient bien l'eau. La terre est argileuse, forte. Elle se caractérise par de l'humidité en hiver mais peut devenir très dure et fendillée en été,.

### Hydrographie

#### Réseau hydrographique
La commune est située dans le bassin Artois-Picardie. Elle est drainée par le Domart.
Le ¥Domart, d'une longueur de 11 km, prend sa source dans la commune  et se jette  dans la Nièvre à Berteaucourt-les-Dames, après avoir traversé six communes.

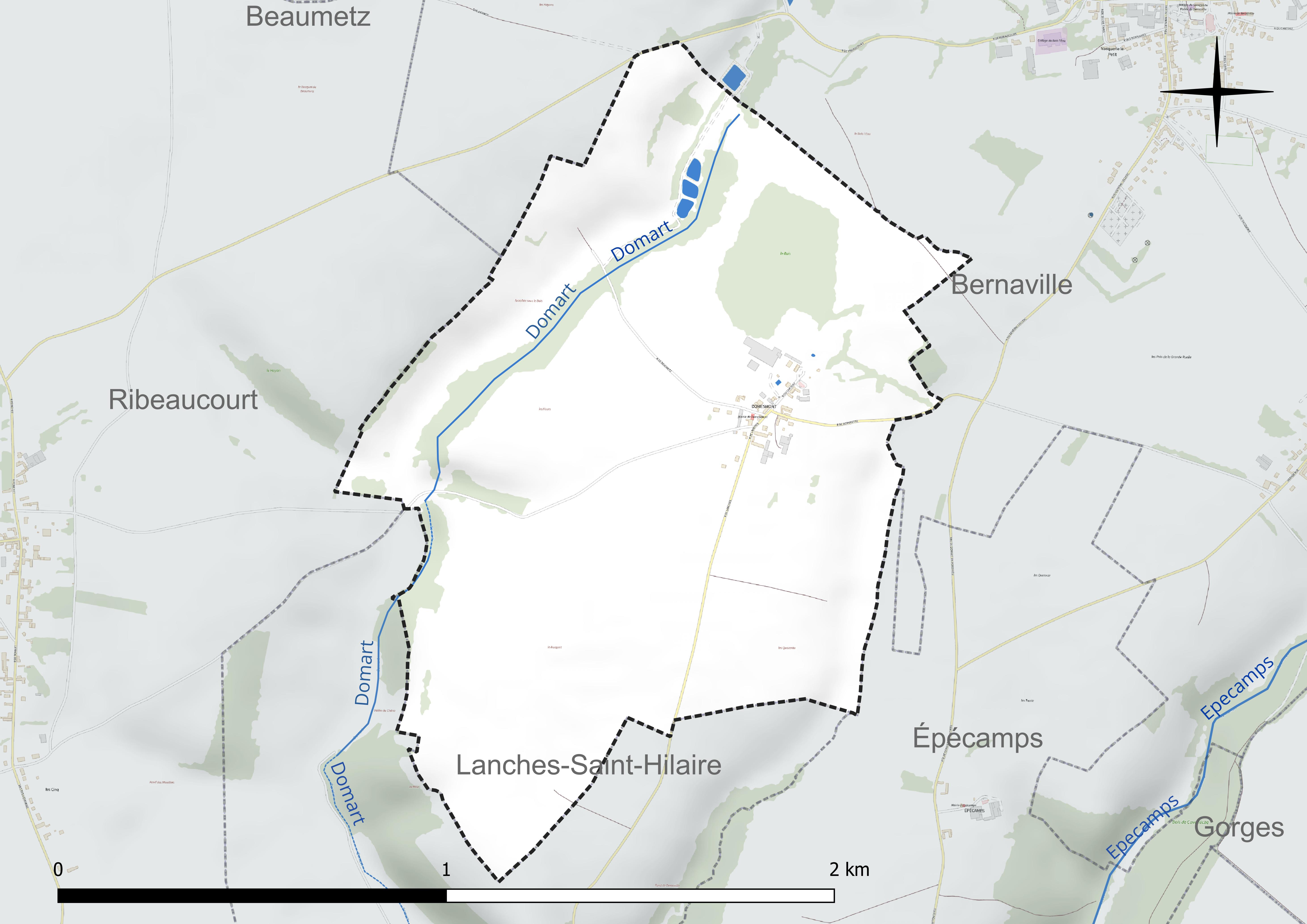
Réseau hydrographique de Domesmont.

#### Gestion et qualité des eaux
Le territoire communal est couvert par le schéma d'aménagement et de gestion des eaux (SAGE) « Somme aval et Cours d'eau côtiers ». Ce document de planification concerne un territoire de 1 835 km2 de superficie, délimité par le bassin versant de la Somme canalisée. Le périmètre a été arrêté le 29 avril 2010 et le SAGE proprement dit a été approuvé le 6 août 2019. La structure porteuse de l'élaboration et de la mise en œuvre est le syndicat mixte d'aménagement hydraulique du bassin versant de la Somme (AMEVA).
La qualité des cours d'eau peut être consultée sur un site dédié géré par les agences de l'eau et l'Agence française pour la biodiversité.

### Climat
Pour des articles plus généraux, voir Climat des Hauts-de-France et Climat de la Somme.
En 2010, le climat de la commune est de type climat des marges montargnardes, selon une étude du CNRS s'appuyant sur une série de données couvrant la période 1971-2000. En 2020, Météo-France publie une typologie des climats de la France métropolitaine dans laquelle la commune est exposée à un climat océanique et est dans la région climatique Côtes de la Manche orientale, caractérisée par un faible ensoleillement (1 550 h/an) ; forte humidité de l'air (plus de 20 h/jour avec humidité relative > 80 % en hiver), vents forts fréquents.
Pour la période 1971-2000, la température annuelle moyenne est de 10,1 °C, avec une amplitude thermique annuelle de 14,2 °C. Le cumul annuel moyen de précipitations est de 876 mm, avec 12,8 jours de précipitations en janvier et 9,3 jours en juillet. Pour la période 1991-2020, la température moyenne annuelle observée sur la station météorologique la plus proche, située sur la commune de Bernaville à 2 km à vol d'oiseau, est de 10,4 °C et le cumul annuel moyen de précipitations est de 877,3 mm,. Pour l'avenir, les paramètres climatiques de la commune estimés pour 2050 selon différents scénarios d'émission de gaz à effet de serre sont consultables sur un site dédié publié par Météo-France en novembre 2022.
| Mois                                  | jan.           | fév.             | mars           | avril           | mai             | juin           | jui.           | août          | sep.          | oct.          | nov.          | déc.          | année      |
| ------------------------------------- | -------------- | ---------------- | -------------- | --------------- | --------------- | -------------- | -------------- | ------------- | ------------- | ------------- | ------------- | ------------- | ---------- |
| Température minimale moyenne (°C)     | 1,3            | 1,4              | 3,3            | 4,9             | 8,1             | 10,8           | 12,7           | 13            | 10,6          | 7,9           | 4,5           | 1,9           | 6,7        |
| Température moyenne (°C)              | 3,7            | 4,1              | 6,8            | 9,4             | 12,6            | 15,4           | 17,6           | 17,8          | 14,9          | 11,2          | 7,1           | 4,2           | 10,4       |
| Température maximale moyenne (°C)     | 6              | 6,9              | 10,3           | 13,9            | 17,1            | 20             | 22,4           | 22,6          | 19,3          | 14,6          | 9,7           | 6,4           | 14,1       |
| Record de froid (°C) date du record   | −13,2 16.01.13 | −13,5 07.02.1991 | −11,3 04.03.05 | −4,1 02.04.1996 | −0,7 07.05.1997 | 1,4 05.06.1991 | 5,2 04.07.1990 | 5 08.08.1990  | 2 24.09.03    | −4,5 24.10.03 | −8 23.11.1998 | −13 18.12.10  | −13,5 1991 |
| Record de chaleur (°C) date du record | 15 09.01.15    | 17,6 26.02.19    | 22,6 31.03.21  | 24,9 28.04.07   | 28,7 13.05.1998 | 33,9 27.06.11  | 40,8 25.07.19  | 37,2 10.08.03 | 32,1 09.09.23 | 28,9 01.10.11 | 19,5 07.11.15 | 15,7 07.12.00 | 40,8 2019  |
| Précipitations (mm)                   | 72,9           | 63,6             | 66,6           | 53,8            | 64,5            | 61,2           | 72,9           | 79            | 66            | 82,5          | 91,8          | 102,5         | 877,3      |

## Urbanisme

### Typologie
Au 1er janvier 2024, Domesmont est catégorisée commune rurale à habitat très dispersé, selon la nouvelle grille communale de densité à sept niveaux définie par l'Insee en 2022.
Elle est située hors unité urbaine. Par ailleurs la commune fait partie de l'aire d'attraction d'Amiens, dont elle est une commune de la couronne,. Cette aire, qui regroupe 369 communes, est catégorisée dans les aires de 200 000 à moins de 700 000 habitants,.

### Occupation des sols
L'occupation des sols de la commune, telle qu'elle ressort de la base de données européenne d'occupation biophysique des sols Corine Land Cover (CLC), est marquée par l'importance des territoires agricoles (100 % en 2018), une proportion identique à celle de 1990 (100 %). La répartition détaillée en 2018 est la suivante : 
terres arables (67,2 %), prairies (25,5 %), zones agricoles hétérogènes (7,3 %). L'évolution de l'occupation des sols de la commune et de ses infrastructures peut être observée sur les différentes représentations cartographiques du territoire : la carte de Cassini (XVIIIe siècle), la carte d'état-major (1820-1866) et les cartes ou photos aériennes de l'IGN pour la période actuelle (1950 à aujourd'hui).

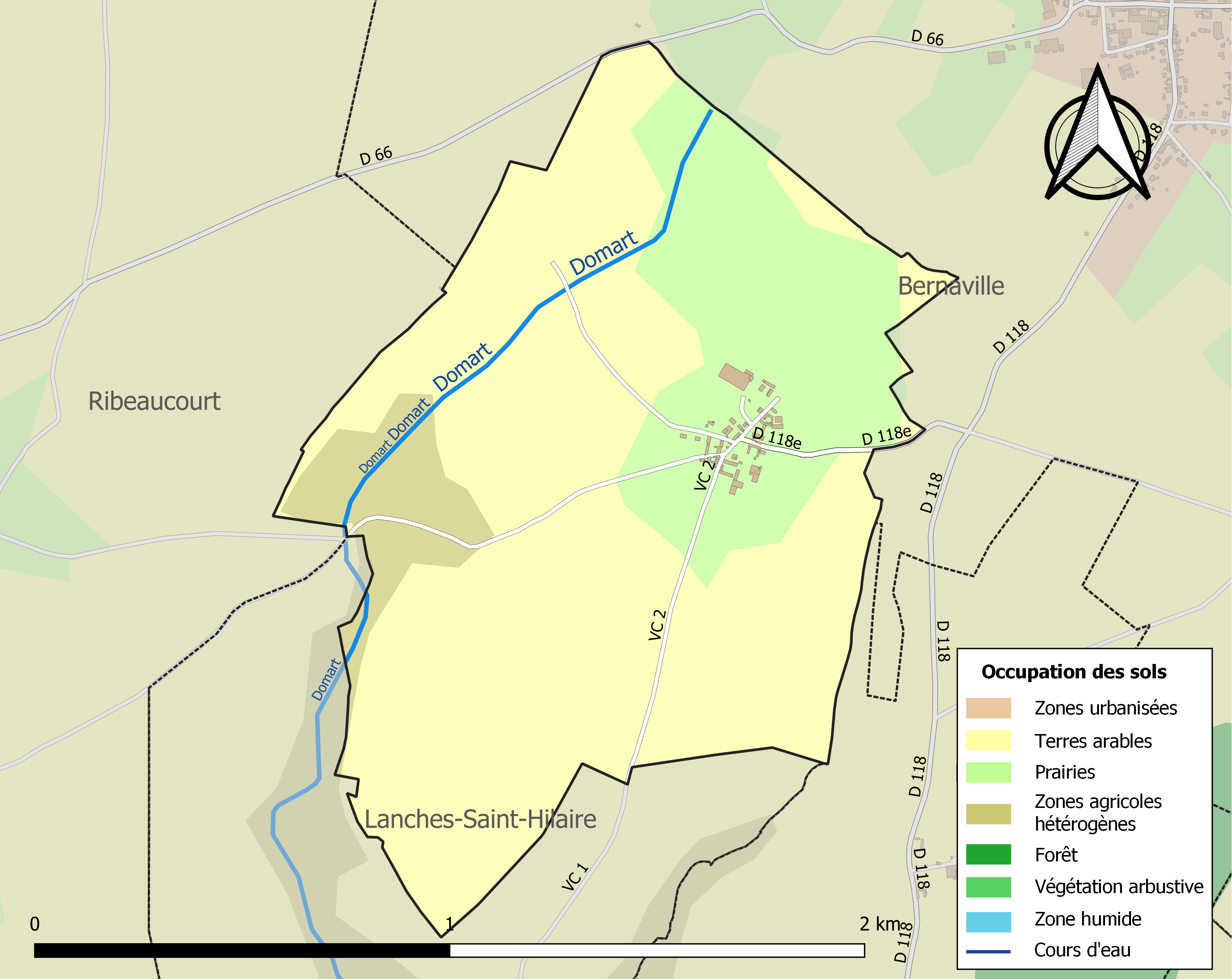
Carte des infrastructures et de l'occupation des sols de la commune en 2018 (CLC).

### Voies de communication et transports
Domesmont est aisément accessible par le tracé initial de l'ex-RN 25 (actuelle RD 925 reliant Le Havre à Doullens).
En 2019, la localité est desservie par la ligne d'autocars no 28 (Saint-Léger - L'Étoile - Flixecourt - Amiens) du réseau inter-urbain Trans'80.

## Toponymie
Le nom de la localité est attesté sous les formes Donmainmont entre 1137 et 1201; Dommainmont en 1245 ; Domemont en 1447 ; Donemont en 1579 ; Denemont en 1592 ; Dommanmont en 1648 ; Domaimont en 1710 ; Domesmond en 1757 ; Damemont en 1778 ; Domesmont en 1801.

## Histoire
Au XIe siècle, le territoire a un château et la seigneurie qui lui correspond.
Dès le début du XIIe siècle, la terre du village appartient au prieuré d'Épécamps.
L'église est construite au XVIe siècle.
À la Révolution française, la seigneurie appartient à M. Boulanger.
Lors de la guerre franco-allemande de 1870, en février 1871, les Prussiens occupent le village pendant trois jours.
Le village de Domesmont a servi de base de lancement aux missiles allemands V2, dirigés vers Londres, pendant la Seconde Guerre mondiale. (Réf : 19)

## Politique et administration

### Liste des maires
| Période                                  | Période                      | Identité        | Étiquette | Qualité                         |
| ---------------------------------------- | ---------------------------- | --------------- | --------- | ------------------------------- |
| Les données manquantes sont à compléter. |                              |                 |           |                                 |
| 1921                                     | 1925                         | Firmin Cailleux |           |                                 |
| 1925                                     | 1940                         | Armand Fleury   |           |                                 |
| 1940                                     | 1945                         | Nestor Lecoq    |           |                                 |
| 1945                                     | 1953                         | Armand Fleury   |           |                                 |
| 1953                                     | 1983                         | Eugène Royer    |           |                                 |
| 1983                                     | En cours (au 8 octobre 2020) | Joël Bazin      | EXD       | Réélu pour le mandat 2020-2026, |

### Distinctions et labels
Classement des villes et villages fleuris : une fleur récompense en 2015 les efforts locaux en faveur de l'environnement.

## Démographie
L'évolution du nombre d'habitants est connue à travers les recensements de la population effectués dans la commune depuis 1793. Pour les communes de moins de 10 000 habitants, une enquête de recensement portant sur toute la population est réalisée tous les cinq ans, les populations de référence des années intermédiaires étant quant à elles estimées par interpolation ou extrapolation. Pour la commune, le premier recensement exhaustif entrant dans le cadre du nouveau dispositif a été réalisé en 2008.

En 2022, la commune comptait 44 habitants, en évolution de −10,2 % par rapport à 2016 (Somme : −1,26 %, France hors Mayotte : +2,11 %).
| 1793 | 1800 | 1806 | 1821 | 1831 | 1836 | 1841 | 1846 | 1851 |
| ---- | ---- | ---- | ---- | ---- | ---- | ---- | ---- | ---- |
| 69   | 48   | 71   | 79   | 79   | 90   | 95   | 94   | 95   |

| 1856 | 1861 | 1866 | 1872 | 1876 | 1881 | 1886 | 1891 | 1896 |
| ---- | ---- | ---- | ---- | ---- | ---- | ---- | ---- | ---- |
| 95   | 87   | 84   | 87   | 87   | 87   | 75   | 63   | 55   |

| 1901 | 1906 | 1911 | 1921 | 1926 | 1931 | 1936 | 1946 | 1954 |
| ---- | ---- | ---- | ---- | ---- | ---- | ---- | ---- | ---- |
| 54   | 55   | 55   | 48   | 45   | 48   | 41   | 46   | 43   |

| 1962 | 1968 | 1975 | 1982 | 1990 | 1999 | 2006 | 2008 | 2013 |
| ---- | ---- | ---- | ---- | ---- | ---- | ---- | ---- | ---- |
| 53   | 71   | 63   | 60   | 52   | 44   | 40   | 39   | 49   |

| 2018 | 2022 | - | - | - | - | - | - | - |
| ---- | ---- | - | - | - | - | - | - | - |
| 42   | 44   | - | - | - | - | - | - | - |

## Culture locale et patrimoine

### Lieux et monuments
- Église Saint-Nicolas.

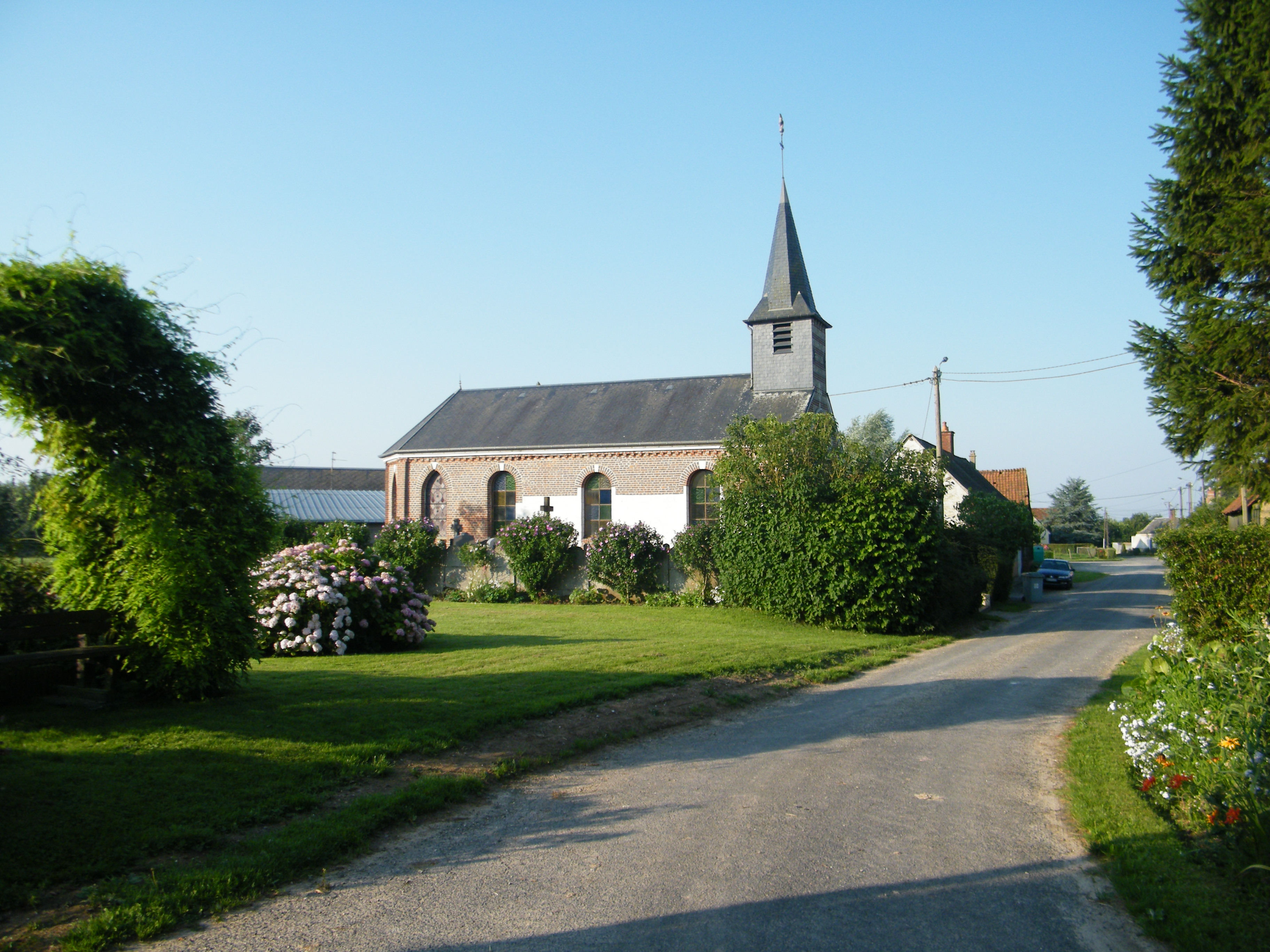
L'église Saint-Nicolas.
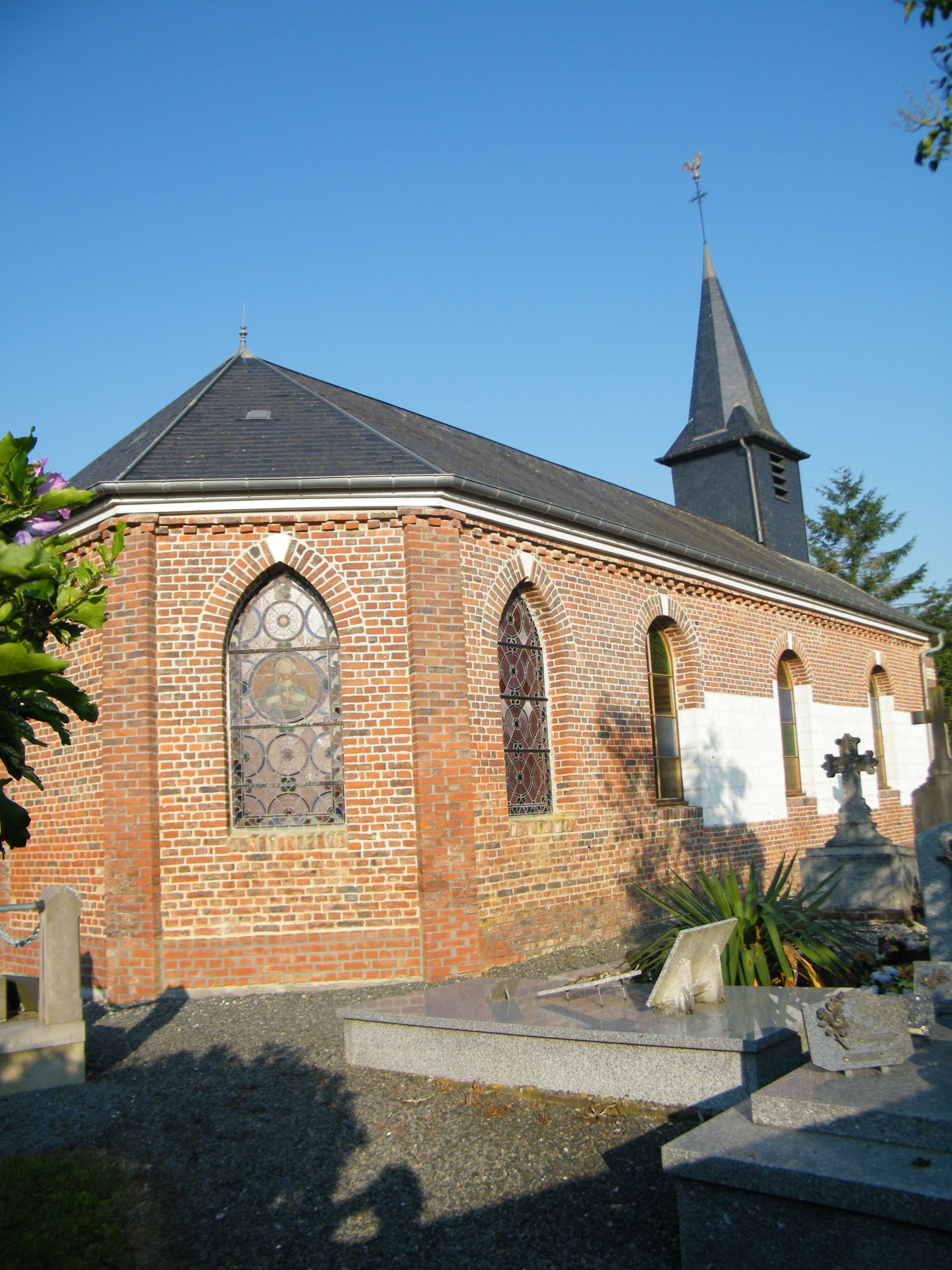
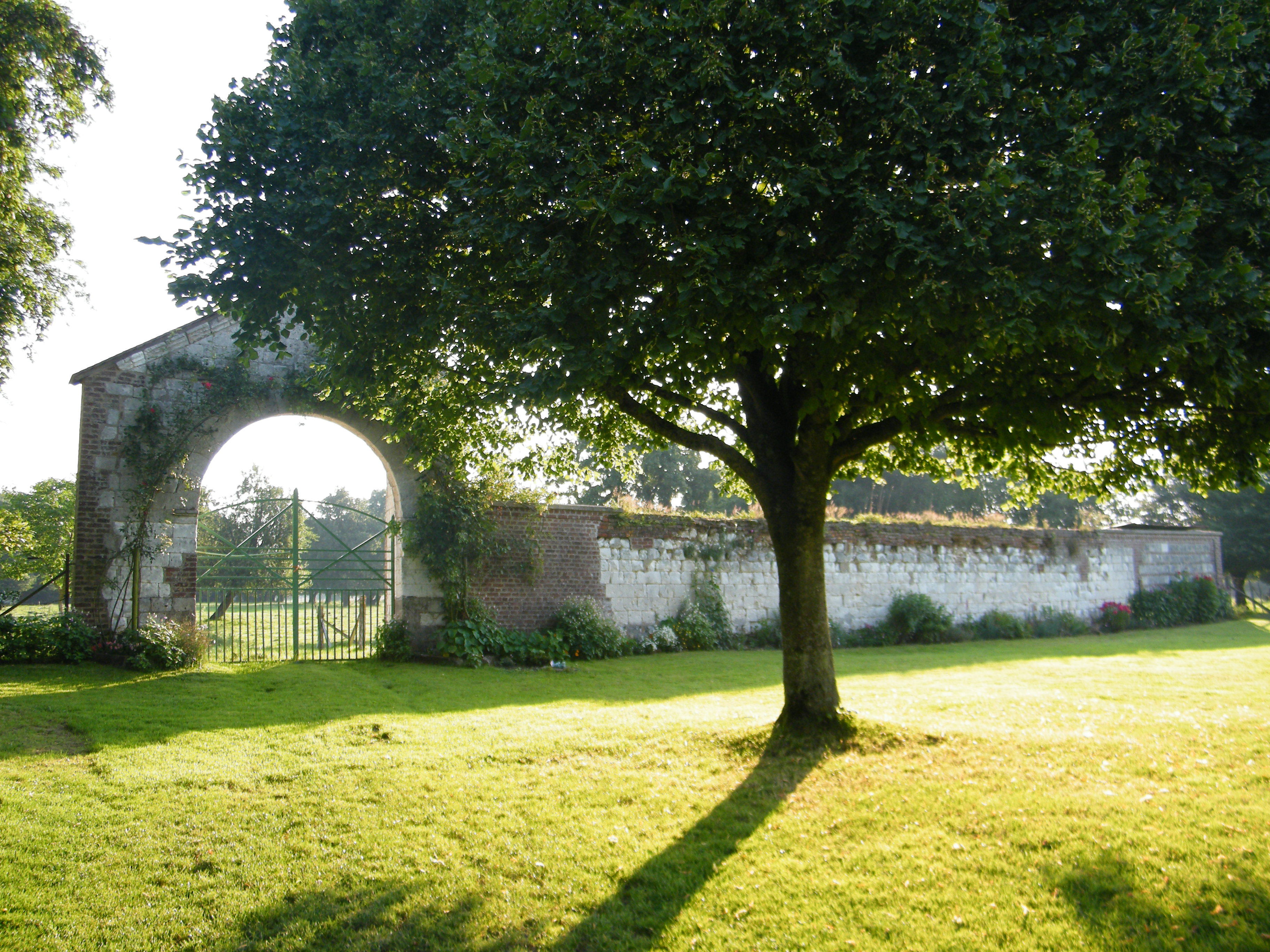
Vestiges patrimoniaux.
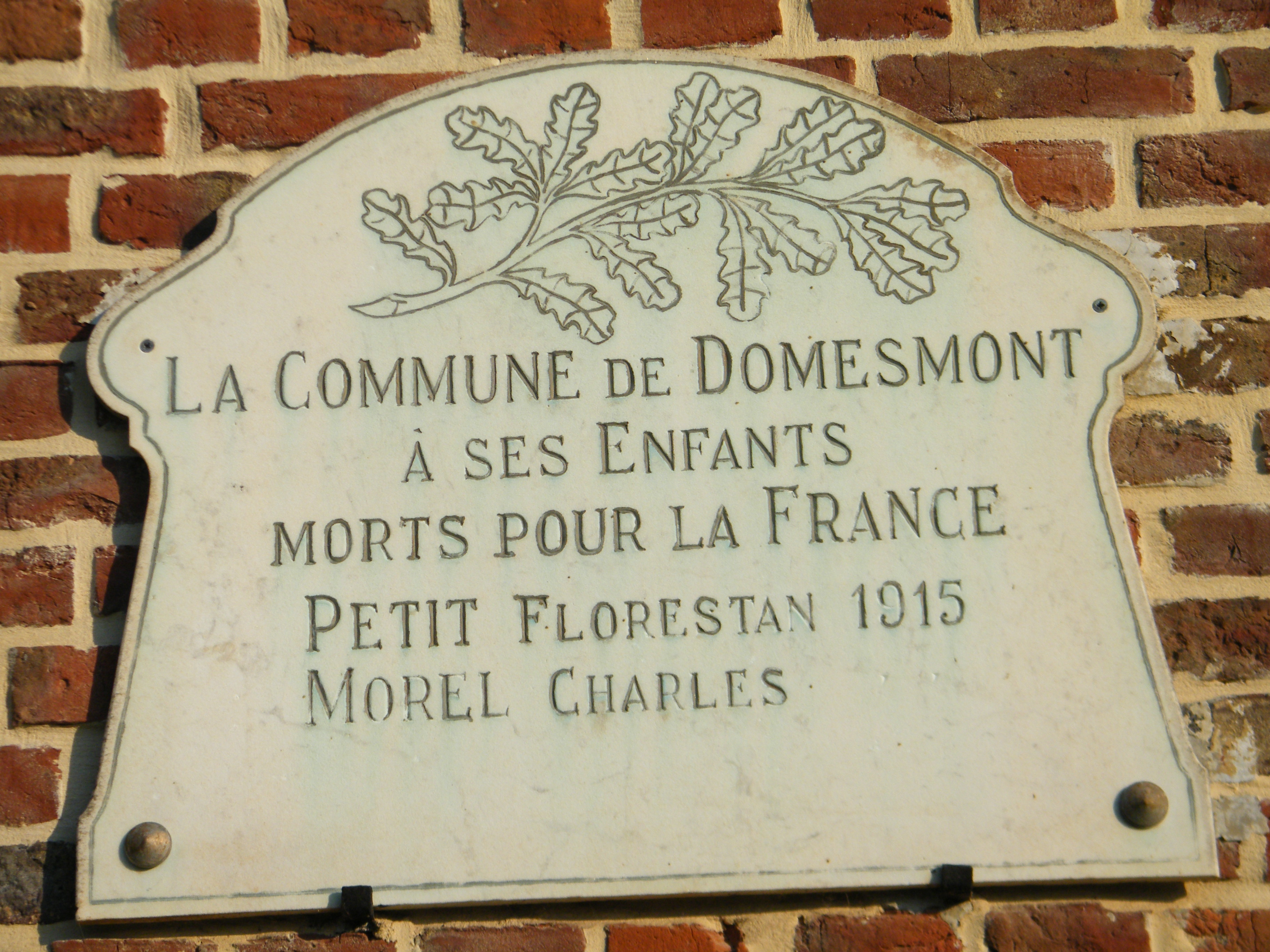
Hommage aux morts pour la France.

### Héraldique
| Blason de Domesmont | Blason  | Tiercé en pairle renversé : au 1er d'or à trois trèfles de sinople, au 2e d'azur à un lion d'or, au 3e de gueules à une volute de crosse d'argent.                                               |
| Blason de Domesmont | Détails | Les trèfles viennent des armes de la famille Blondin de Baizieux, le lion d'or de celles de Domesmont et la volute est attribut de saint Nicolas, patron de la paroisse. Adopté en janvier 2020. |